# Grant Mizens
Grant Karlus Mizens, OAM (nascido em 19 de abril de 1977) é um atleta paralímpico australiano que compete na modalidade basquetebol em cadeira de rodas. Conquistou a medalha de ouro nos Jogos Paralímpicos de Pequim 2008, além de prata em Atenas 2004 e Londres 2012. Integrou a equipe nacional que conquistou a medalha de ouro no mundial da mesma modalidade em 2010.
A classificação de Mizens é 2.0 e atua como armador.

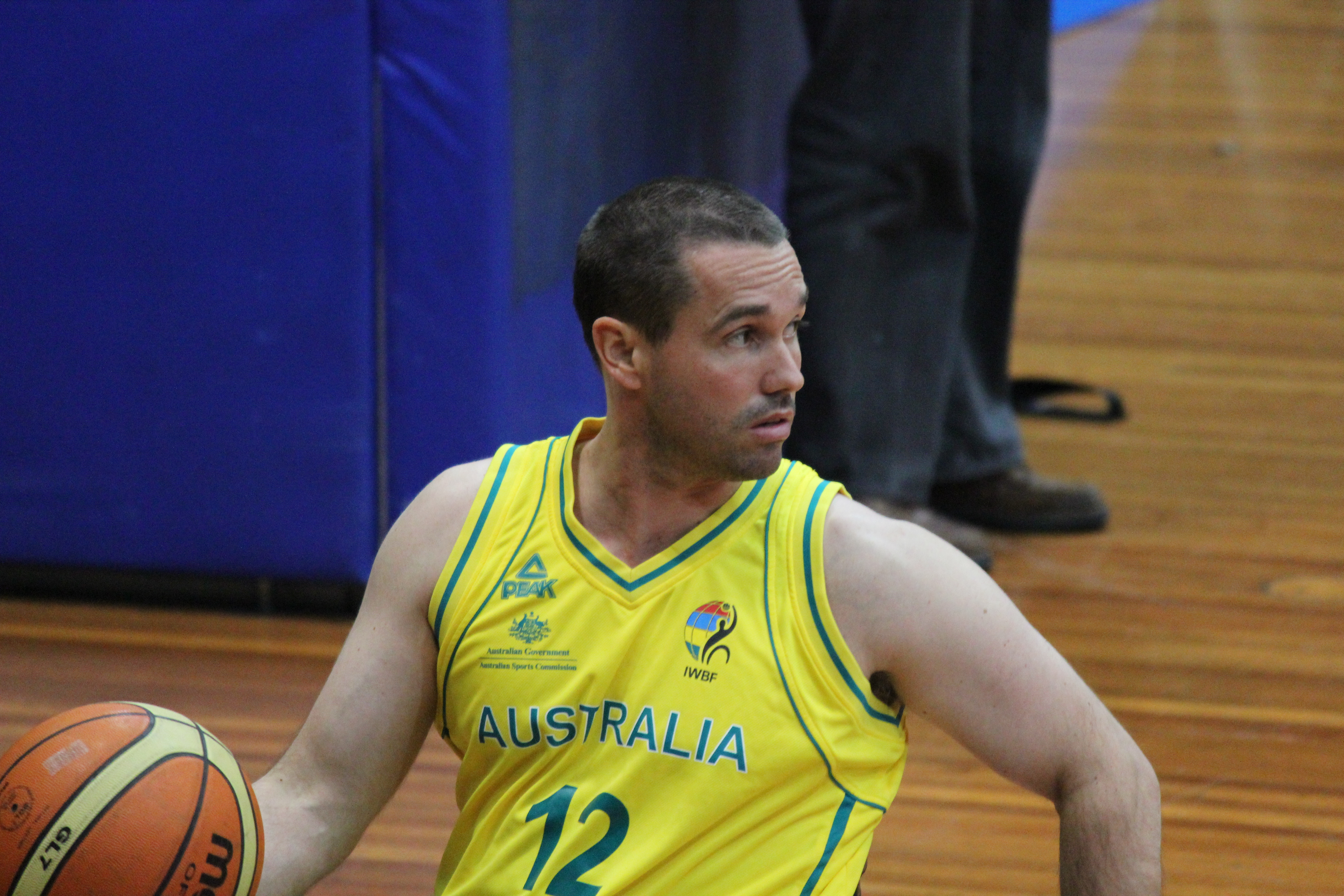
Mizens se aquecendo antes do jogo contra a Gra-Bretanha.